# SBS 가요대전의 출연진 목록
이 문서는 SBS 가요대전의 2007년 음악 축전 체제 전환 이후의 역대 출연진을 담고 있다.

## 역대 출연진

### 2007년 - Wonderful
| - CL - FT 아일랜드 - G.Soul - SG 워너비 - V.O.S - 강진 - 다이나믹 듀오 - 드렁큰 타이거 - 럼블피쉬 - 민 - 박상철 - 박진영 - 박현빈 - 백지영 - 빅뱅 - 서인영 - 세븐 - 소녀시대 - 송대관 - 슈퍼주니어 - 신화 | - 씨야 - 양파 - 에픽하이 - 원더걸스 - 원타임 - 윤하 - 은지원 - 이루 - 이수영 - 이적 - 인순이 - 임정희 - 장윤정 - 지누션 - 채연 - 천상지희 The Grace - 클래지콰이 - 태진아 - 플라이 투 더 스카이 - 휘성 |

### 2008년 - Festival S!
| - 샤이니 - 김종국 - 동방신기 - 보아 - 비 - 다이나믹 듀오 - 이효리 - 카라 - 슈퍼주니어-Happy | - 서태지 - 태연 - 빅뱅 - 브라운 아이드 걸스 - 장윤정 - 박현빈 - 태진아 - 송대관 - 쥬얼리 | - 2AM - 원더걸스 - 에픽하이 - 다비치 - FT 아일랜드 - 2PM - 은지원 - 손담비 - SG 워너비 |

### 2009년 - Wonder World
| - 샤이니 - 포미닛 - f(x) - 이승기 - 엠블랙 - 지드래곤 - 카라 - 슈퍼주니어 | - 태양 - 소녀시대 - 2NE1 - 브라운 아이드 걸스 - 비스트 - 박진영 - 티아라 - 2AM | - 애프터스쿨 - 다비치 - 2PM - 케이윌 - 김태우 - 손담비 |

### 2010년 - Welcome To Music Factory
| - ZE:A - 오렌지캬라멜 - 인순이 - 씨스타 - 씨엔블루 - 2NE1 - f(x) - 백지영 - 손담비 - 세븐 - 유키스 - 카라 - 나르샤 - 미쓰에이 - 슈퍼주니어 - 아이유 | - 다비치 - 노라조 - 김건모 - 김종서 - 정인 - 옴므 - GD&TOP - 샤이니 - 장윤정 - 박현빈 - 태진아 - 홍진영 - 틴탑 - 박상철 - 포미닛 - 티아라 | - 비지 - 2PM - 2AM - 타이거 JK - 소녀시대 - FT 아일랜드 - 박진영 - 애프터스쿨 - 휘성 - 보아 - 슈프림팀 - 시크릿 - 엠블랙 - REI |

### 2011년 - The Korean Wave
| - 2NE1 - 2PM - B1A4 - f(x) - FT 아일랜드 - G.NA - 김현중 - 다비치 - 달샤벳 - 동방신기 - 디셈버 - 레인보우 - 미쓰에이 - 보이프렌드 - 브라운 아이드 걸스 - 소녀시대 - 슈퍼주니어 | - 시크릿 - 씨스타 - 씨엔블루 - 아이유 - 애프터스쿨 - 에이핑크 - 엠블랙 - 원더걸스 - 유키스 - 윤미래 - 인피니트 - 카라 - 케이윌 - 타이거 JK - 티아라 - 틴탑 - 포미닛 |

### 2012년 - The Color Of K-POP
| 멤버          | 소속 그룹  | 곡                | 작사              | 작곡                   | 편곡                  |
| ------------- | ---------- | ----------------- | ----------------- | ---------------------- | --------------------- |
| Mystic WHITE  |            |                   |                   |                        |                       |
| 강지영        | 카라       | 인어공주          | 김도훈            | 김도훈, 서용배         | 서용배                |
| 윤보라        | 씨스타     | 인어공주          | 김도훈            | 김도훈, 서용배         | 서용배                |
| 한선화        | 시크릿     | 인어공주          | 김도훈            | 김도훈, 서용배         | 서용배                |
| 허가윤        | 포미닛     | 인어공주          | 김도훈            | 김도훈, 서용배         | 서용배                |
| 박수아        | 애프터스쿨 | 인어공주          | 김도훈            | 김도훈, 서용배         | 서용배                |
| Dramatic BLUE |            |                   |                   |                        |                       |
| 양요섭        | 비스트     | 눈물나게 아름다운 | 송수윤            | 김승수, 한재호, 홍승현 | 김승수, 한재호        |
| 조권          | 2AM        | 눈물나게 아름다운 | 송수윤            | 김승수, 한재호, 홍승현 | 김승수, 한재호        |
| 남우현        | 인피니트   | 눈물나게 아름다운 | 송수윤            | 김승수, 한재호, 홍승현 | 김승수, 한재호        |
| 지오          | 엠블랙     | 눈물나게 아름다운 | 송수윤            | 김승수, 한재호, 홍승현 | 김승수, 한재호        |
| 니엘          | 틴탑       | 눈물나게 아름다운 | 송수윤            | 김승수, 한재호, 홍승현 | 김승수, 한재호        |
| Dynamic BLACK |            |                   |                   |                        |                       |
| 이기광        | 비스트     | Yesterday         | 신사동 호랭이, LE | 신사동 호랭이, LE      | 신사동 호랭이         |
| 정진운        | 2AM        | Yesterday         | 신사동 호랭이, LE | 신사동 호랭이, LE      | 신사동 호랭이         |
| 이호원        | 인피니트   | Yesterday         | 신사동 호랭이, LE | 신사동 호랭이, LE      | 신사동 호랭이         |
| 이준          | 엠블랙     | Yesterday         | 신사동 호랭이, LE | 신사동 호랭이, LE      | 신사동 호랭이         |
| 병헌          | 틴탑       | Yesterday         | 신사동 호랭이, LE | 신사동 호랭이, LE      | 신사동 호랭이         |
| Dazzling RED  |            |                   |                   |                        |                       |
| 니콜          | 카라       | 이 사람           | 용감한 형제       | 용감한 형제, 똘아이박  | 용감한 형제, 똘아이박 |
| 효린          | 씨스타     | 이 사람           | 용감한 형제       | 용감한 형제, 똘아이박  | 용감한 형제, 똘아이박 |
| 전효성        | 시크릿     | 이 사람           | 용감한 형제       | 용감한 형제, 똘아이박  | 용감한 형제, 똘아이박 |
| 현아          | 포미닛     | 이 사람           | 용감한 형제       | 용감한 형제, 똘아이박  | 용감한 형제, 똘아이박 |
| 나나          | 애프터스쿨 | 이 사람           | 용감한 형제       | 용감한 형제, 똘아이박  | 용감한 형제, 똘아이박 |

| - 2AM - 2NE1 - B.A.P - B1A4 - EXO-K - f(x) - FT 아일랜드 - G.NA - 가인 - 글램 - 김완선 - 김원준 - 다이나믹 듀오 - 동방신기 - 미쓰에이 - 박진영 - 백아연 - 보이프렌드 - 비스트 - 빅뱅 | - 사이먼 도미닉 - 샤이니 - 성시경 - 손담비 - 슈퍼주니어 - 시크릿 - 씨스타 - 씨엔블루 - 애프터스쿨 - 에이핑크 - 에일리 - 에픽하이 - 엠블랙 - 이하이 - 인피니트 - 박지민 - 카라 - 티아라 - 틴탑 - 포미닛 |

### 2013년 - Music Makes Miracle
| - 2NE1 - 2PM - B.A.P - B1A4 - EXO - f(x) - ZE:A - 걸스데이 - 김예림 - 나인뮤지스 - 다이나믹 듀오 - 더블 케이 - 도끼 - 레이디스 코드 - 레인보우 - 미쓰에이 - 박지윤 - 박진영 - 방탄소년단 - 배치기 - 백아연 - 버벌진트 - 범키 - 브라운 아이드 걸스 - 블락비 - 비스트 - 빅스 - 산이 - 샤이니 | - 성시경 - 소녀시대 - 시크릿 - 씨스타 - 씨엔블루 - 아이유 - 애프터스쿨 - 에이핑크 - 에일리 - 윤미래 - 윤종신 - 이승철 - 이하이 - 이효리 - 인피니트 - 임창정 - 박지민 - 지드래곤 - 카라 - 케이윌 - 크레용팝 - 타이거 JK - 태양 - 티아라 - 틴탑 - 포미닛 - 허각 - 헬로비너스 |

### 2014년 - Super5
| - 15& - 2NE1 - 2PM - AOA - B.I - B1A4 - BOBBY - EXO - GOT7 - N.EX.T United - 강남 - 걸스데이 - 다이나믹 듀오 - 러블리즈 - 레드벨벳 - 레이나 - 박보람 - 박정현 - 블락비 - 비스트 - 비투비 - 빅스 | - 산이 - 서태지 - 선미 - 성시경 - 시크릿 - 씨스타 - 씨엔블루 - 악동뮤지션 - 에이핑크 - 에일리 - 에픽하이 - 오렌지캬라멜 - 위너 - 인피니트 - 정기고 - 제프 버넷 - 지드래곤 - 카라 - 태양 - 티아라 - 틴탑 - 포미닛 - 황광희 |

### 2015년 - 음악으로 함께 만드는 기쁨, Music Together
| - 2PM - AOA - B.A.P - B1A4 - EXID - EXO - GOT7 - iKON - 러블리즈 - 레드벨벳 - 마마무 - 몬스타엑스 - 비투비 - 빅스 - 샤이니 | - 세븐틴 - 소녀시대 - 싸이 - 씨엔블루 - 아이유 - 업텐션 - 에이핑크 - 에일리 - 여자친구 - 원더걸스 - 인피니트 - 트와이스 - 티아라 - 포미닛 - 혁오 |

### 2016년 - K-POP A to Z
| - 10cm - AOA - CL - CLC - EXID - EXO - GOT7 - NCT - SF9 - 구구단 - 규현 - 김정모 - 다이아 - 라붐 - 러블리즈 - 레드벨벳 - 마마무 - 모모랜드 - 몬스타엑스 - 방탄소년단 - 블랙핑크 - 비와이 - 비투비 - 빅뱅 - 빅스 | - 샤이니 - 세븐틴 - 스누퍼 - 씨스타 - 씨엔블루 - 아스트로 - 양희은 - 엄정화 - 에디 킴 - 에이핑크 - 에일리 - 여자친구 - 오케이션 - 우주소녀 - 윤종신 - 이하이 - 인피니트 - 정승환 - 젝스키스 - 크나큰 - 태연 - 트와이스 - 펜타곤 - 헤일로 - 현아 |

### 2017년 - Number One
| - BTOB - EXO - GOT7 - NCT 127 - 레드벨벳 - 방탄소년단 - 볼빨간사춘기 - 블랙핑크 - 선미 | - 아이유 - 엄정화 - 여자친구 - 워너원 - 위너 - 이적 - 트와이스 - 헤이즈 |

### 2018년 - The Wave
| - (여자)아이들 - BTOB - EXO - GOT7 - iKON - NCT - 더보이즈 - 레드벨벳 - 마마무 - 모모랜드 - 몬스타엑스 - 방탄소년단 | - 블랙핑크 - 비지 - 선미 - 세븐틴 - 스트레이 키즈 - 에이핑크 - 여자친구 - 워너원 - 위너 - 윤미래 - 타이거 JK - 트와이스 |

### 2019년 - Touch
| - AOA - GOT7 - ITZY - NCT 127 - NCT DREAM - 뉴이스트 - 레드벨벳 - 마마무 - 몬스타엑스 - 방탄소년단 | - 세븐틴 - 스트레이 키즈 - 아스트로 - 에이핑크 - 엔플라잉 - 여자친구 - 오마이걸 - 청하 - 투모로우바이투게더 - 트와이스 |

### 2020년 - Gayo Daejun in DAEGU
| - (여자)아이들 - aespa - CRAVITY - ENHYPEN - GOT7 - ITZY - 뉴이스트 - 더보이즈 - 마마무 - 모모랜드 - 몬스타엑스 - 방탄소년단 - 세븐틴 | - 스트레이 키즈 - 아이즈원 - 엄정화 - 에이티즈 - 에이프릴 - 여자친구 - 오마이걸 - 이적 - 제시 - 투모로우바이투게더 - 트레저 - 트와이스 - 화사 (마마무) |

### 2021년 - WELCOME
| - aespa - ENHYPEN - ITZY - IVE - Key (샤이니) - NCT 127 - NCT DREAM - NCT U - WOODZ - 그레이 - 뉴이스트 - 더보이즈 - 레드벨벳 | - 로꼬 - 민니 ((여자)아이들) - 브레이브걸스 - 사이먼 도미닉 - 스테이씨 - 스트레이 키즈 - 아스트로 - 에이티즈 - 오마이걸 - 유태양 (SF9) - 이채연 - 이하이 - 투모로우바이투게더 |

### 2022년 - THE LIVE; SHOUT OUT
| - (여자)아이들 - aespa - ATEEZ - CRAVITY - ENHYPEN - ITZY - IVE - LE SSERAFIM - NCT 127 - NCT DREAM | - NewJeans - NMIXX - Stray Kids - TEMPEST - 더보이즈 - 윤하 - 차준환 - 투모로우바이투게더 - 프로미스나인 |

### 2023년 - SWITCH
| - Stray Kids - LE SSERAFIM - 제로베이스원 - RIIZE - 더보이즈 - ATEEZ - ITZY - 스테이씨 - aespa - ENHYPEN - NMIXX - BOYNEXTDOOR | - 투모로우바이투게더 - IVE - (여자)아이들 - 동방신기 - 샤이니 - NCT 127 - NCT DREAM - fromis 9 - CRAVITY - NewJeans - xikers - NiziU - &TEAM |

### 2024년 여름 - 가요대전 SUMMER
| - NCT WISH - 우아 - KISS OF LIFE - 싸이커스 - IVE - LE SSERAFIM - 이영지 - NMIXX - Stray Kids - 잔나비 | - ILLIT - CRAVITY - NCT 127 - 온앤오프 - 스테이씨 - 제로베이스원 - NewJeans - ENHYPEN - 투모로우바이투게더 - (여자)아이들 |

### 2024년 겨울 - 가요대전 Merry Music
| - NCT WISH - NCT DREAM - IVE - ITZY - 라이즈 - 제로베이스원 - NewJeans - TWS - 투모로우바이투게더 - 스트레이 키즈 - Key - NCT 127 - 에이티즈 - aespa | - ENHYPEN - NMIXX - LE SSERAFIM - BOYNEXTDOOR - ILLIT - 2NE1 - (여자)아이들 - WayV - 이영지 - CRAVITY - 트레저 - BABYMONSTER - 넥스지 - izna - G-DRAGON |

### 2025년 여름 - 가요대전 Summer
| - NCT 127 - 도영 - ITZY - BE:FIRST - IVE - NMIXX - 싸이커스 - NCT WISH - MEOVV - izna - 폴킴 - 잔나비 - USPEER - ALLDAY PROJECT - 아홉 | - NCT DREAM - 마크 - WOODZ - 아이들 - 투모로우바이투게더 - 스테이씨 - ENHYPEN - ILLIT - BABYMONSTER - KickFlip - Hearts2Hearts - KiiiKiii - CLOSE YOUR EYES - HITGS - Baby DONT Cry - 아이딧 |

## 주해 및 출처
1. ↑  2NE1 데뷔 전.
2. ↑  정식 데뷔 이전의 무대.
3. ↑  미쓰에이 데뷔 전.
4. ↑  사전 야외 촬영분 방영.
5. 1 2  멤버 구성 : 이특, 희철, 예성, 신동, 성민, 은혁, 시원, 동해, 려욱, 규현
6. ↑  2인 재편 이후.
7. ↑  멤버 구성 : 이특, 예성, 신동, 성민, 은혁, 시원, 동해, 려욱, 규현
8. ↑  멤버 구성 : 예성, 강인, 신동, 성민, 은혁, 시원, 동해, 려욱, 규현
9. ↑  윤아는 KBS 월화드라마 〈총리와 나〉 촬영으로 불참.
10. ↑  박봄 제외.
11. ↑  루한, 크리스 제외 10인조.
12. ↑  리드보컬 신해철 육성 출연.
13. ↑  콘서트 일정 관계로 사전 녹화.
14. ↑  9인 재편 이후의 첫 무대 및 레이는 중화권 활동 관계로 불참.
15. ↑  콘서트 실황 영상으로 대체.
16. ↑  레이는 중화권 활동 관계로 불참.
17. ↑  가수가 아닌 피겨스케이팅 선수 콜라보.